# Patrick Abada
Pour les articles homonymes, voir Abada.
Patrick Abada (né le 20 mars 1954 à Colombes)e st un  athlète français, spécialiste du saut à la perche.

## Biographie
Patrick Abada est issu d'une vieille famille algéroise d'origine turque. Il a fait partie de l'école de perche française, qui sous les ordres des entraîneurs Maurice Houvion et Jean-Claude Perrin, était au sommet de la perche mondiale. Même si son palmarès est moins éloquent que celui de Thierry Vigneron et celui de Philippe Houvion, il a obtenu deux médailles de bronze lors de Championnats d'Europe en salle et a remporté les Jeux méditerranéens.
Il a terminé quatrième sur huit compétiteurs dans sa spécialité avec un saut de 5,35 m lors de la finale de la coupe d'Europe des nations disputée à Nice, les 16 et 17 août 1975 [1].
Le perchiste français a en outre représenté l'équipe d'Europe lors de la deuxième Coupe du monde des nations organisée au Canada en 1979 : il a terminé deuxième de sa discipline, sur huit participants, avec un saut de 5,45 m, devancé au nombre d'essais par le représentant des États-Unis, Mike Tully.
Il occupe par la suite le poste de président de la section athlétisme au Racing Club de France.

## Palmarès

### Jeux olympiques d'été
- Athlétisme aux Jeux olympiques de 1976 à Montréal, Canada
  - 4e

### Championnats du monde d'athlétisme
- Championnats du monde 1983 à Helsinki, Finlande
  - 6e

### Championnats d'Europe d'athlétisme en salle
- Championnats d'Europe en salle 1983 à Budapest, Hongrie
  -  Médaille de bronze
- Championnats d'Europe en salle 1980 à Sindelfingen, Allemagne de l'Ouest
  -  Médaille de bronze

### Jeux méditerranéens
- Vainqueur à Casablanca en 1983 (5,55 m) (devant Serge Leveur à 5,30 m)